# Christlich-freiheitliche Plattform für ein freies Europa souveräner Völker
Christlich-freiheitliche Plattform für ein freies Europa souveräner Völker (CFP) ist eine europakritische und islamfeindliche Organisation mit Parteinähe zur österreichischen FPÖ. Sie gilt als eine „christliche Vorfeldorganisation“. Die Organisation weist große Nähe zur serbischstämmigen Bevölkerung auf; so dient sie auch als eine Art Vernetzungs-Plattform für diese. Konstantin Dobrilovic (Leiter der CFP) wirbt für die FPÖ im großen Maße bei der serbischen Community um Stimmen und Unterstützung.

## Geschichte
2010 gründete die FPÖ die Christlich-freiheitliche Plattform für ein freies Europa souveräner Völker, seither war sie eine parteinahe Organisation der FPÖ mit der Zielsetzung „freie und stolze Europäer und freiheitlich gesinnte europäische Gruppierungen  organisieren, austauschen und gegenseitig unterstützen“, unter der Führung von Konstantin Dobrilovic.

## Ziele
In der CFP sollen sich „freie und stolze Europäer und freiheitlich gesinnte europäische Gruppierungen organisieren, austauschen und gegenseitig unterstützen“. „Erhaltung der nationalen Identität der europäischen Völker“, eine Politik „zur Stärkung des Kinderreichtums der europäischen Völker“, und eine „strikte Absage an eine weitere Massenzuwanderung nach Europa“ ist eines der Schwerpunktziele der Organisation.

## Kontroversen
„Leider schafft der FPÖ-Chef Ausländer ‚erster‘ und ,zweiter‘ Klasse“, meint Dejan Sudar, Herausgeber der Monatszeitschrift „Kosmo“, die in serbokroatischer Sprache erscheint. Die CFP hofft hauptsächlich auf christliche Migration; andere Migrationszuwanderung gilt als unerwünscht. Erwünscht ist europäische Migration zum Erhalt der „abendländischen Tradition“.  Wer „Deutsch gelernt“ hat, seine „Pflicht als österreichischer Staatsbürger“ erfüllt, „das gleiche Wertesystem“ hat, sich als Österreicher fühlt, „ohne dabei seine Heimat zu verleugnen oder zu vergessen“, und sich zu seiner „neuen Heimat Österreich und zu einem christlichen Europa“ bekennt, der ist laut Strache bei der CFP willkommen. Zudem sei Massenzuwanderung ein essenzielles Problem, das es laut der CFP zu stoppen gilt. Zudem hat die Organisation ausgeprägte islamfeindliche Tendenzen. Durch die „Christlich-Freiheitliche Plattform für ein freies Europa souveräner Völker“ (CFP) sollen nationalistische Serben in ihrem Kampf gegen den Islam unterstützt werden und dafür im Gegenzug die serbische Bevölkerung Österreichs an die FPÖ binden, lautet der Vorwurf von Thomas Schmidinger, Lektor am Institut für Politikwissenschaft der Universität Wien. Er ist seit Jahren für verschiedene NGOs und wissenschaftlich im Integrationsbereich tätig.